# Вуковац
Вуковац је насеље у Србији у општини Жагубица у Браничевском округу. Према попису из 2022. било је 265 становника.

## Демографија
У насељу Вуковац живи 412 пунолетних становника, а просечна старост становништва износи 47,8 година (46,6 код мушкараца и 48,8 код жена). У насељу има 161 домаћинство, а просечан број чланова по домаћинству је 3,06.
Ово насеље је великим делом насељено Србима (према попису из 2002. године), а у последња три пописа, примећен је пад у броју становника.
|  |

| Демографија | Демографија | Демографија |
| Година      | Становника  | Становника  |
| ----------- | ----------- | ----------- |
| 1948.       | 848         |             |
| 1953.       | 851         |             |
| 1961.       | 823         |             |
| 1971.       | 734         |             |
| 1981.       | 645         |             |
| 1991.       | 567         | 557         |
| 2002.       | 492         | 519         |
| 2011.       | 389         |             |

| Етнички састав према попису из 2002.‍ | Етнички састав према попису из 2002.‍ | Етнички састав према попису из 2002.‍ | Етнички састав према попису из 2002.‍ | Етнички састав према попису из 2002.‍ |
| ------------------------------------ | ------------------------------------ | ------------------------------------ | ------------------------------------ | ------------------------------------ |
|                                      |                                      |                                      |                                      |                                      |
| Срби                                 | Срби                                 |                                      | 483                                  | 98,17%                               |
| Југословени                          | Југословени                          |                                      | 3                                    | 0,60%                                |
| Мађари                               | Мађари                               |                                      | 1                                    | 0,20%                                |
| Власи                                | Власи                                |                                      | 1                                    | 0,20%                                |
| непознато                            | непознато                            |                                      | 1                                    | 0,20%                                |

| Година пописа     | 1948. | 1953. | 1961. | 1971. | 1981. | 1991. | 2002. |
| ----------------- | ----- | ----- | ----- | ----- | ----- | ----- | ----- |
| Број домаћинстава | 189   | 188   | 197   | 187   | 178   | 168   | 161   |

| Број чланова      | 1  | 2  | 3  | 4  | 5  | 6  | 7 | 8 | 9 | 10 и више | Просек |
| ----------------- | -- | -- | -- | -- | -- | -- | - | - | - | --------- | ------ |
| Број домаћинстава | 40 | 49 | 11 | 22 | 17 | 12 | 6 | 3 | 0 | 1         | 3,06   |

| Пол    | Укупно | Неожењен/Неудата | Ожењен/Удата | Удовац/Удовица | Разведен/Разведена | Непознато |
| ------ | ------ | ---------------- | ------------ | -------------- | ------------------ | --------- |
| Мушки  | 208    | 53               | 128          | 16             | 11                 | 0         |
| Женски | 223    | 40               | 131          | 43             | 9                  | 0         |
| УКУПНО | 431    | 93               | 259          | 59             | 20                 | 0         |

| Пол    | Укупно                    | Пољопривреда, лов и шумарство | Рибарство                            | Вађење руде и камена | Прерађивачка индустрија       |
| ------ | ------------------------- | ----------------------------- | ------------------------------------ | -------------------- | ----------------------------- |
| Мушки  | 124                       | 81                            | 1                                    | 3                    | 9                             |
| Женски | 83                        | 65                            | 0                                    | 1                    | 6                             |
| УКУПНО | 207                       | 146                           | 1                                    | 4                    | 15                            |
| Пол    | Производња и снабдевање   | Грађевинарство                | Трговина                             | Хотели и ресторани   | Саобраћај, складиштење и везе |
| Мушки  | 7                         | 2                             | 6                                    | 1                    | 4                             |
| Женски | 1                         | 0                             | 3                                    | 0                    | 0                             |
| УКУПНО | 8                         | 2                             | 9                                    | 1                    | 4                             |
| Пол    | Финансијско посредовање   | Некретнине                    | Државна управа и одбрана             | Образовање           | Здравствени и социјални рад   |
| Мушки  | 0                         | 0                             | 5                                    | 4                    | 1                             |
| Женски | 0                         | 0                             | 3                                    | 1                    | 1                             |
| УКУПНО | 0                         | 0                             | 8                                    | 5                    | 2                             |
| Пол    | Остале услужне активности | Приватна домаћинства          | Екстериторијалне организације и тела | Непознато            | Непознато                     |
| Мушки  | 0                         | 0                             | 0                                    | 0                    | 0                             |
| Женски | 2                         | 0                             | 0                                    | 0                    | 0                             |
| УКУПНО | 2                         | 0                             | 0                                    | 0                    | 0                             |